# 赛博格对偶
在量子场论里，塞伯格对偶（英語：Seiberg duality）是关于两个不同的超对称量子色动力学理论之间的一个S对偶，它由内森·塞伯格提出。这两个理论有所不同，但它们在低能的情况下相同。更准确地说，在重正化流中它们流向相同的红外固定点，所以它们处于同一个普适类之中。